# Billbergia leptopoda
Billbergia leptopoda är en gräsväxtart som beskrevs av Lyman Bradford Smith. Billbergia leptopoda ingår i släktet Billbergia och familjen Bromeliaceae. Inga underarter finns listade i Catalogue of Life.

## Bildgalleri

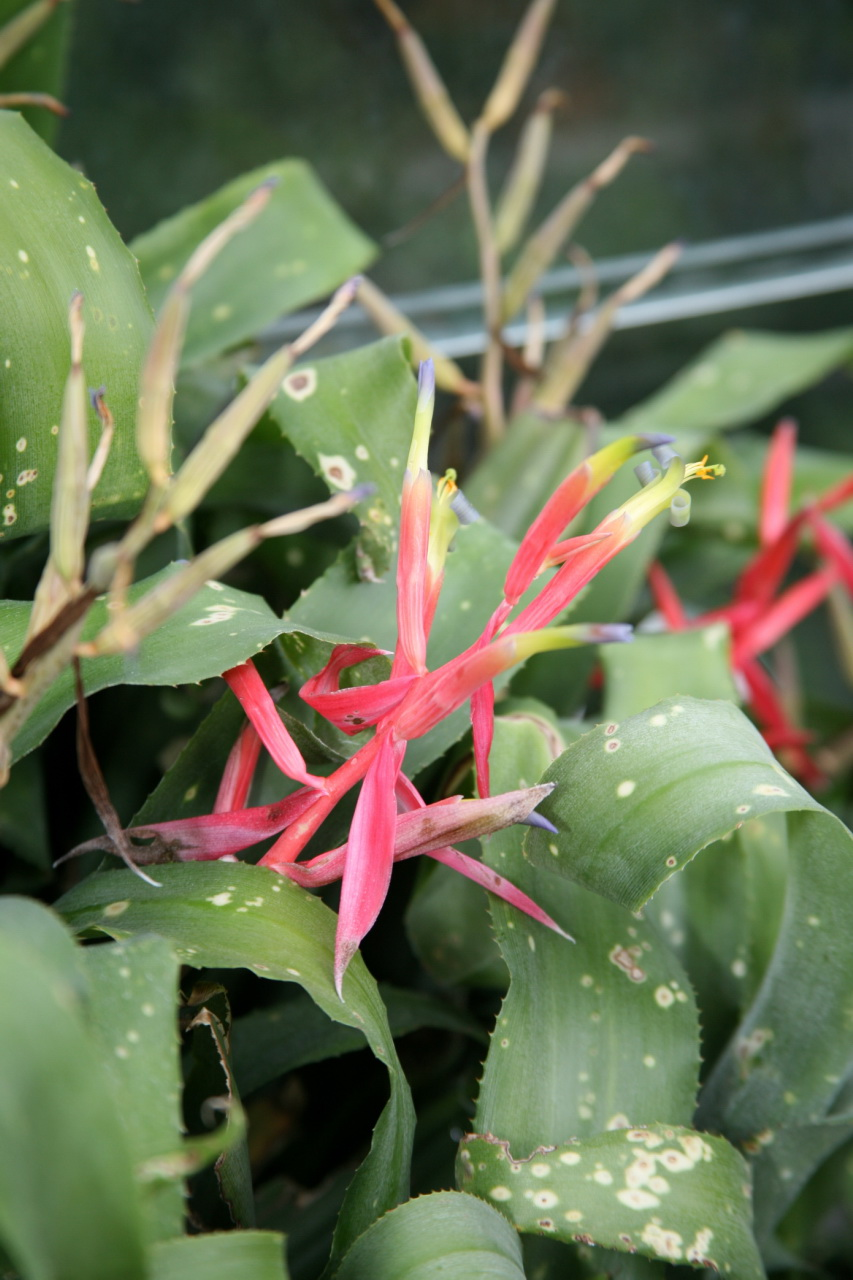
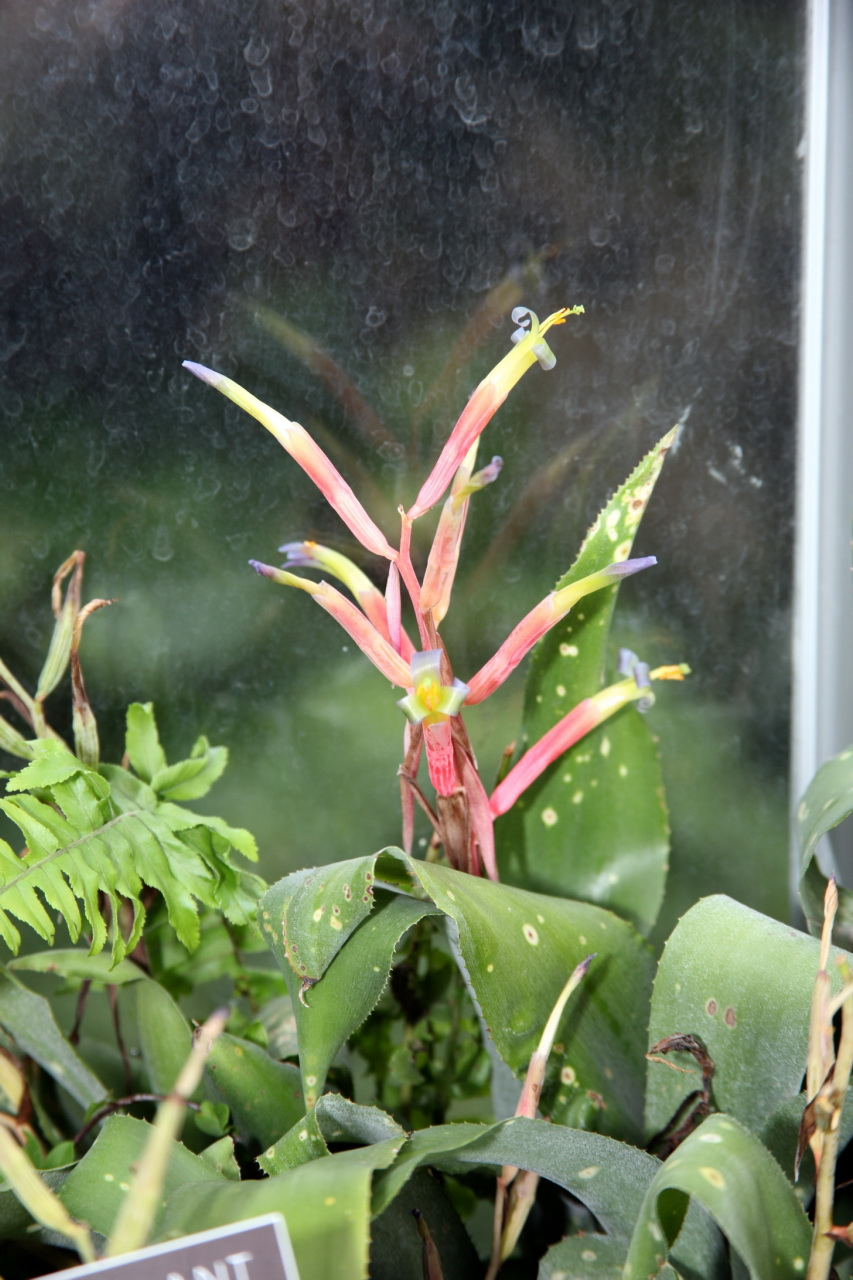